# Ero japonica
Ero japonica là một loài nhện trong họ Mimetidae.
Loài này thuộc chi Ero. Ero japonica được miêu tả năm 1906 bởi Bösenberg & Embrik Strand.